# Roger Henrichsen
Roger Henrichsen (12. februar 1876 i København – 12. januar 1926 sammesteds) var en dansk pianist og komponist. Han var bror til organisten og komponisten Edgar Henrichsen og far til jazzpianisten Børge Roger-Henrichsen.
Roger Henrichsen modtog fra barn undervisning i klaver- og violinspil og blev privatelev hos Louis Glass og i teori af Alfred Tofft. Samtidig tog han studentereksamen 1894 fra Nørrebros Latin- og Realskole. Henrichsen studerede jura og tog juridisk embedseksamen i 1901 uden dog senere at udnytte denne. I stedet tog han på en musikalsk studierejse fra 1902-1904 og blev elev af de:Teodor Leszetycki Theodor Leschetizky i Wien. Det sidste år i Wien var finansieret af Den Raben-Levezauske Fond. Efter sin hjemkomst virkede han som pianist i Danmark, Sverige og Tyskland både som solist og i kammermusikalsk sammenhæng. I 1908 var han på studieophold i Berlin betalt af staten og i 1911 fik han Det anckerske Legat og rejste til Berlin, Dresden, Paris, London og München.
Samtidig var han klaverlærer og underviste på Louis Glass' og i C.F.E. Hornemans konservatorier (1907-1920), var dirigent for Studentersangforeningen 1917-1925, musikanmelder ved et par aviser og deltog i ledelsen af forskellige musikalske organisationer. Han var formand for Musikpædagogisk Forening og medlem af bestyrelsen for Samfundet til udgivelse af dansk musik og for Dansk tonekunstnerforening. 1921 blev han Ridder af Dannebrog.
Han er begravet på Vestre Kirkegård.

## Musik
Roger Henrichsens musik var inspireret af César Franck, Tjajkovskij, Anton Bruckner og senest Claude Debussy og Richard Strauss, men hans værkliste er ikke lang.
- op. 1 Sange (tekster af bl.a. J. P. Jacobsen)
- op. 2 Klaverstykker (1894-1896)
- op. 3 Romance i D-dur (violin og klaver – 1900)
- op. 4 Strygekvartet i e-mol (1905)
- op. 5 Vier stille Gedichte (sange 1906)
- op. 6 Humoresker (klaver 1906)
- op. 7 Fire sange til tekster af Viggo Stuckenberg (1908)
- op. 8 Folkelige sange (1907)
- op. 9 Sankt Hans-hymne (soli, kor og orkester 1908)
- op. 10 klaversonate i f-mol (1910)
- op. 11 Tre sange (1910)
- op. 12 Symfoni i h-mol (1914)
- op. 13 Tre klaverstykker (1913)
- op. 14 Tre sange for mandskvartet (1914)
- op. 15 Tre digte af Viggo Stuckenberg (1916)
- op. 16 Voces naturæ (klaver 1916)
- op. 17 Kantate til Det Kongelige Landhusholdningsselskabs 150 års jubilæum (1919)
- op. 18 Kantate: Arbejdshjemmet for døvstumme pigers 50 års jubilæum (1919)
- op. 20 Kantate til studenterforeningens 100 års jubilæum (1920)
- op. 23 Fire klaverstykker
- op. 24 To sange (1924)
- op. 25 Tre viser (1925)
- Bjerg-Ejvind (ufuldendt opera)
- 2 motetter for blandet kor
- Den musikalske Ornamentik (bog om pianistisk forsiringsteknik)